# 虎屿 (马来西亚)
虎屿为马来西亚槟城州槟岛南部的一个无人岛，北临西南县县城峇六拜，毗邻马六甲海峡，距槟岛约832（0.517英里）。该岛有一座高17（56英尺）的白色铸铁灯塔，于1885年由大英帝国建造，至今灯器仍在营运，每10秒闪两次白光，为由南驶入槟威海峡的船只指引方向。